# سیارک ۱۷۲۶۹
سیارک ۱۷۲۶۹ (به انگلیسی: 17269 Dicksmith، نامگذاری:2000LN1) هفده هزار و دویست و شصت و نهمین سیارک کشف شده‌است که در ۳ ژوئن ۲۰۰۰ کشف شد.
قدر مطلق سیارک برابر ۱۴٫۵۰ است.